# Andrzej Pukszto
Andrzej Pukszto (lit. Andžej Pukšto, w mediach także Andžejus Pukšto; ur. 12 września 1970 w Wilnie) – litewski historyk, politolog, publicysta i dziennikarz narodowości polskiej.

## Życiorys
Pochodzi z rodziny polskiej. Uczęszczał do polskojęzycznej Szkoły Średniej nr 5 w Wilnie. W 1996 ukończył studia w zakresie historii najnowszej na Wydziale Historii Uniwersytetu Wileńskiego. W 2000 podjął studia doktoranckie na Wydziale Nauk Historycznych i Społecznych Uniwersytetu Kardynała Stefana Wyszyńskiego, gdzie cztery lata później uzyskał stopień doktora na podstawie pracy pt. Wielonarodowościowe społeczeństwo Wilna w latach 1915–1920. Odbył staże naukowe na Uniwersytecie Mikołaja Kopernika, Uniwersytecie Jagiellońskim i Uniwersytecie Warszawskim.
Od 1995 pełnił funkcję zastępcy redaktora naczelnego w dwutygodniku „Znad Wilii”. W latach 1998–2000 pracował w Departamencie Mniejszości Narodowych i Wychodźstwa przy Rządzie Republiki Litewskiej jako specjalista ds. mniejszości polskiej. Od 2000 do 2005 był dziennikarzem Kuriera Wileńskiego. W 2005 podjął pracę na Uniwersytecie Witolda Wielkiego jako adiunkt w Katedrze Politologii Wydziału Nauk Politycznych i Dyplomacji oraz w Centrum Slawistyki im. Czesława Miłosza. W 2008 objął funkcję kierownika Katedry Politologii, którą sprawował do 2021.
Jest członkiem Stowarzyszenia Naukowców Polaków Litwy. W 2009 był współzałożycielem Instytutu Wielkiego Księstwa Litewskiego w Kownie. W 2016 sprawował funkcję prezesa Polskiego Klubu Dyskusyjnego w Wilnie. Był współinicjatorem przyznania honorowego obywatelstwa Wilna George'owi W. Bushowi. W 2022 objął obowiązki sekretarza Stacji Wileńskiej Studium Europy Wschodniej Uniwersytetu Warszawskiego. W przeszłości był profesorem wykładającym gościnnie w studium. 
Postanowieniem z 4 grudnia 2018 odznaczony przez Prezydenta RP Złotym Krzyżem Zasługi za zasługi w rozwijaniu polsko-litewskiej współpracy oraz za działalność na rzecz społeczności polskiej na Litwie. Pięć lat później otrzymał Medal Orderu „Za Zasługi dla Litwy” „za aktywną działalność publiczną na rzecz poprawy stosunków między Litwą a Polską oraz promowanie dziedzictwa Wielkiego Księstwa Litewskiego”.

## Publikacje
- Między stołecznością a partykularyzmem. Wielonarodowościowe Wilno w latach 1915–1920, Europejskie Centrum Edukacyjne, Wydawnictwo Adam Marszałek, Toruń 2006